# Acleris tigricolor
Acleris tigricolor (лат.) — вид бабочек из семейства листовёрток. Распространён на юге Приморского края, в Японии (Хоккайдо, Хонсю) и северо-восточном Китае. Обитают в чернопихтово-широколиственных, реже в других смешанных лесах. Гусеницы встречаются в мае на распускающихся почках и сплетённых из листьев комках на ольхе, мелкоплоднике ольхолистном и грабе Carpinus laxifolia. Бабочек можно наблюдать в июне-июле. Размах крыльев 15—17 мм.